# Моран-Солније AN
Моран-Солније AN (фр. Morane-Saulnier Type AN) је француски ловачки авион. Авион је први пут полетео 1919. године. 

Највећа брзина авиона при хоризонталном лету је износила 225 km/h.
Распон крила авиона је био 11,7 метара, а дужина трупа 8,34 метара.

## Наоружање
| Наоружање авиона: Моран-Солније |                  |
| Ватрено (стрељачко) наоружање   |                  |
| Топ                             |                  |
| Митраљез                        |                  |
| Број и ознака митраљеза         | 1 Викерс, 2 Луис |
| Калибар                         | 7,7              |
| Бомбардерско наоружање (бомбе)  |                  |
| Ракетно наоружање (ракете)      |                  |